# Kaufmann Desert House

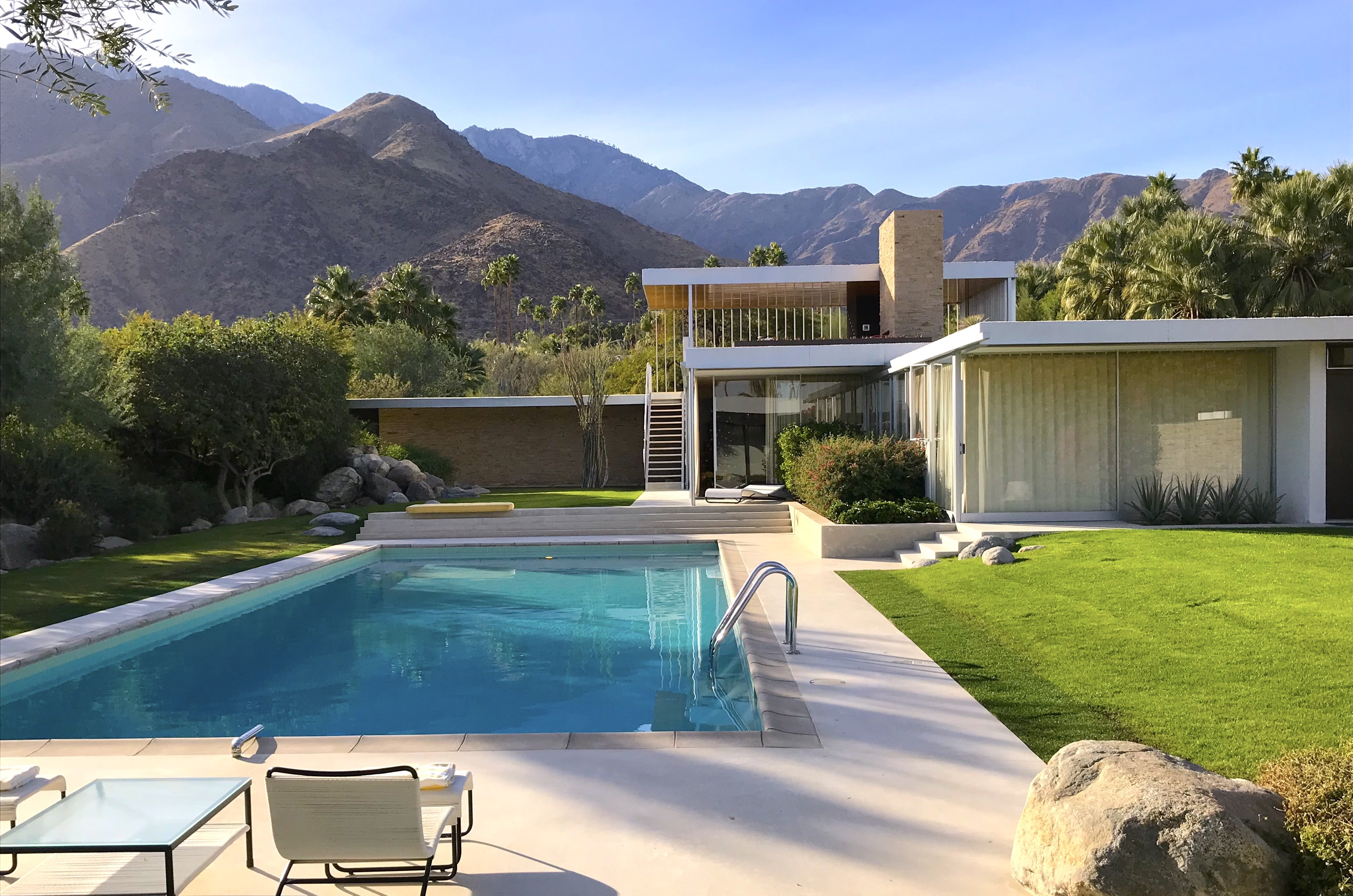
Kaufmann Desert House

Kaufmann Desert House is een villa in de Amerikaanse stad Palm Springs in de Amerikaanse staat Californië. Deze werd opgeleverd in 1946 naar een ontwerp van Richard Neutra in de stijl van het modernisme. De villa is een voorbeeld van de Internationale Stijl en California modern met een minimalistisch ontwerp en een open plattegrond waarbij de scheidslijn tussen binnen en buiten geminimaliseerd is. Het huis is vernoemd naar de eerste eigenaar, Edgar J. Kaufmann. Het huis diende als decor voor de film Don't Worry Darling uit 2022.